# Agioi Dimítrios kai Panteleímon
Agioi Dimítrios kai Panteleímon (Άγιοι Δημήτριος και Παντελεήμων) är en ort i Grekland.   Den ligger i prefekturen Nomarchía Anatolikís Attikís och regionen Attika, i den östra delen av landet, 40 km nordost om huvudstaden Aten. Agioi Dimítrios kai Panteleímon ligger 192 meter över havet och antalet invånare är 189.
Terrängen runt Agioi Dimítrios kai Panteleímon är huvudsakligen kuperad, men åt nordväst är den platt. Havet är nära Agioi Dimítrios kai Panteleímon åt nordost.  Närmaste större samhälle är Néa Mákri, 19,6 km söder om Agioi Dimítrios kai Panteleímon. 